# Rana neovolcanica
The Transverse Volcanic Leopard Frog hoặc Rana Neovolcánica (Rana neovolcanica) là một loài ếch trong họ Ranidae. Chúng là loài đặc hữu của México.
Các môi trường sống tự nhiên của chúng là các khu rừng vùng núi ẩm nhiệt đới hoặc cận nhiệt đới, đồng cỏ khô nhiệt đới hoặc cận nhiệt đới vùng đất thấp, sông, hồ nước ngọt, và đầm nước ngọt. Loài này đang bị đe dọa do mất môi trường sống.